# Kellogg (Idaho)
Kellogg é uma cidade localizada no estado americano de Idaho, no Condado de Shoshone.

## Demografia
Segundo o censo americano de 2000, a sua população era de 2395 habitantes.
Em 2006, foi estimada uma população de 2296, um decréscimo de 99 (-4.1%).

## Geografia
De acordo com o United States Census Bureau tem uma área de
5,0 km², dos quais 5,0 km² cobertos por terra e 0,0 km² cobertos por água.

## Localidades na vizinhança
O diagrama seguinte representa as localidades num raio de 28 km ao redor de Kellogg.